# تيموثي هيل
تيموثي هيل (بالإنجليزية: Tim Hill)‏ (و. 1973  م) هو مخرج أفلام، وكاتب سيناريو أمريكي، ولد في منيابولس.

## وصلات خارجية
- تيموثي هيل على موقع IMDb (الإنجليزية)
- تيموثي هيل على موقع ألو سيني (الفرنسية)
- تيموثي هيل على موقع ميوزك برينز (الإنجليزية)
- تيموثي هيل على موقع أول موفي (الإنجليزية)
- تيموثي هيل على موقع بوكس أوفيس موجو (الإنجليزية)
- تيموثي هيل على موقع قاعدة بيانات الأفلام السويدية (السويدية)
- تيموثي هيل على موقع قاعدة بيانات الفيلم (الإنجليزية)
- تيموثي هيل على موقع كينوبويسك (الروسية)